# Rœulx
Rœulx és un municipi francès, situat a la regió dels Alts de França, al departament del Nord. L'any 2006 tenia 3.633 habitants. Limita al nord-est amb Escaudain, a l'est amb Lourches, al sud-est amb Bouchain, al sud-oest amb Mastaing i al nord-oest amb Abscon.

## Demografia
| 1962                                       | 1968  | 1975  | 1982  | 1990  | 1999  | 2006  |
| ------------------------------------------ | ----- | ----- | ----- | ----- | ----- | ----- |
| 3.503                                      | 3.707 | 4.128 | 3.900 | 3.458 | 3.431 | 3.633 |
| Des de 1962: població sense dobles comptes |       |       |       |       |       |       |

## Administració
| Període | Identitat      | Partit |
| ------- | -------------- | ------ |
| 1989-   | Albert Despres | PCF    |